# Thomas Preining

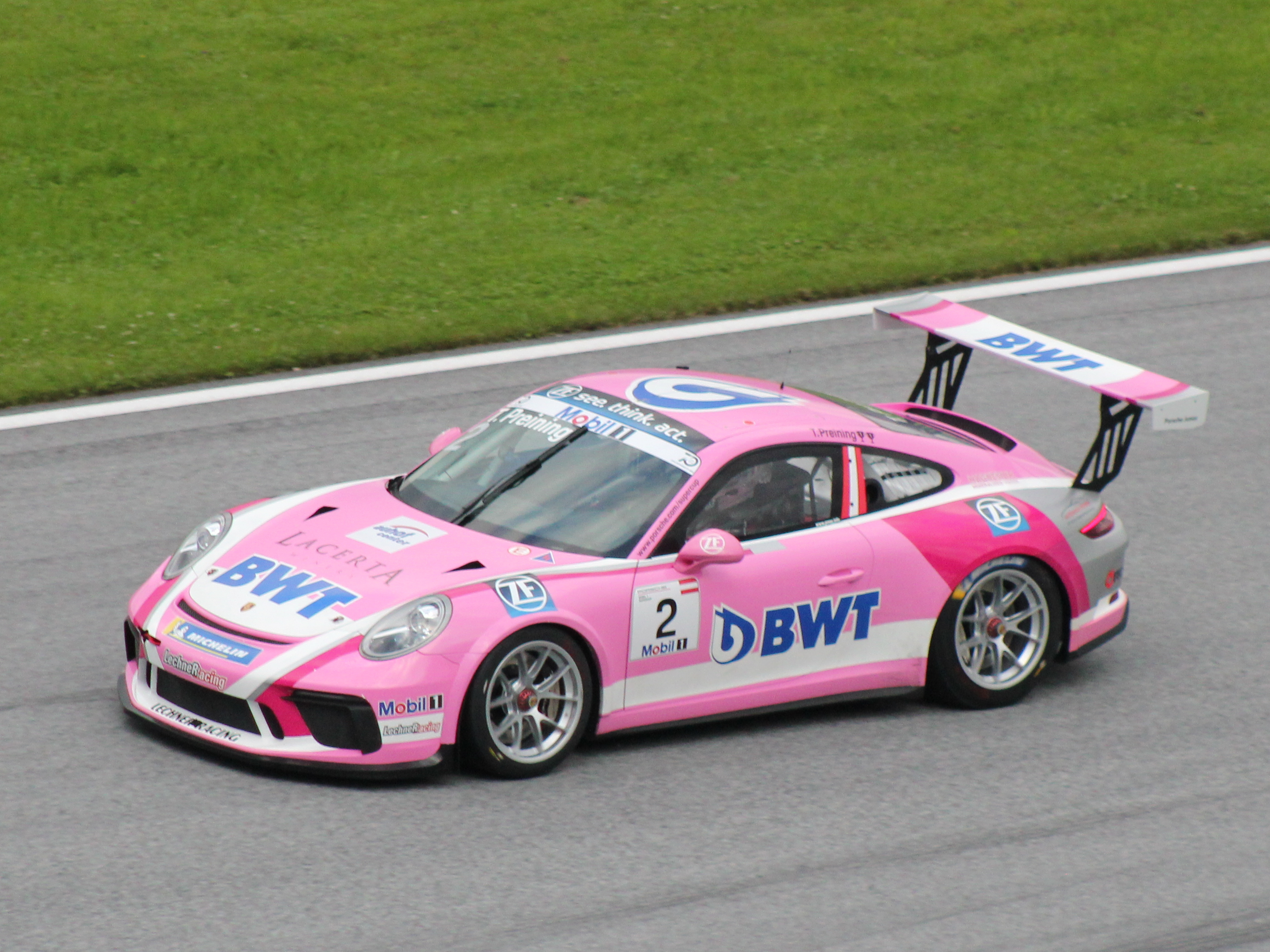
Thomas Preining in de Porsche Supercup op de Red Bull Ring in 2018

Thomas Preining (Linz, 21 juli 1998) is een Oostenrijks autocoureur.

## Autosportcarrière
Preining begon zijn autosportcarrière in het karting in 2009 en won hierin direct de Rotax Mini Max-klasse van het Centraal-Europese kartkampioenschap. In 2012 werd hij kampioen in de Junior-klasse van de Centraal-Europese Rotax Max Challenge en in 2013 won hij de Rotax Junior-klasse van de SKUSA SuperNationals XVII. In 2014, zijn laatste volledige jaar in de karts, won hij de Rotax Max Junior-klasse van de BNL Karting Series en de Junior-klasse van de Rotax Euro Challenge.
In 2015 debuteerde Preining in het formuleracing, waarin hij in zowel het Italiaanse als in het ADAC Formule 4-kampioenschap uitkwam voor Mücke Motorsport. In het Italiaanse kampioenschap deed hij enkel mee aan de eerste ronde op het Autodromo Vallelunga, waarin hij geen punten scoorde en een tiende plaats zijn beste resultaat was. In het ADAC-kampioenschap kwam hij in de eerste twee ronden op de Motorsport Arena Oschersleben en de Red Bull Ring, maar behaalde in zijn eerste weekend wel een podiumplaats.
In 2016 nam Preining deel aan het volledige ADAC Formule 4-seizoen bij het team Lechner Racing. Hij kende een goed seizoen met twee overwinningen op de Red Bull Ring en de Nürburgring. Hiernaast stond hij in vier andere races op het podium. Met 180,5 punten werd hij achter Joey Mawson, Mick Schumacher en Mike David Ortmann vierde in de eindstand. Ook reed hij opnieuw in de eerste ronde van de Italiaanse Formule 4 op het Misano World Circuit Marco Simoncelli, waarin ditmaal een twaalfde plaats zijn beste klassering was.
In 2017 stapte Preining over naar de sportwagens, waarin hij debuteerde in de Duitse Porsche Carrera Cup bij het team Konrad Motorsport. Hij won de seizoensfinale op de Hockenheimring en stond daarnaast ook op de Norisring op het podium. Met 130 punten werd hij zevende in het klassement. Daarnaast reed hij voor het Walter Lechner Racing Team in vier races van de Porsche Supercup, waarin hij met een vijfde plaats op het Autódromo Hermanos Rodríguez zijn beste resultaat behaalde. Met 22 punten werd hij negentiende in deze klasse.
In 2018 reed Preining een dubbel programma voor Lechner Racing in de Duitse Porsche Carrera Cup en in de Porsche Supercup. Hij domineerde de Carrera Cup met tien overwinningen en twee tweede plaatsen in veertien races. Met 279 punten werd hij overtuigd kampioen in de klasse. In de Supercup behaalde hij vier zeges op de Red Bull Ring, de Hungaroring, het Circuit Spa-Francorchamps en het Autodromo Nazionale Monza. Een slechte seizoensstart, waarin hij in de eerste twee races slechts twee punten scoorde, weerhield hem er echter van om voor de titel te kunnen strijden. Met 135 punten werd hij achter Michael Ammermüller en Nick Yelloly derde in het kampioenschap.
In het seizoen 2018-19 debuteerde Preining in het FIA World Endurance Championship (WEC), waarin hij in de LMGTE Am-klasse tijdens de laatste vijf races bij het team Gulf Racing UK een Porsche 911 RSR deelde met Michael Wainwright en Ben Barker. Hierdoor maakte hij in 2019 tevens zijn debuut in de 24 uur van Le Mans, waarin hij achtste werd in zijn klasse. Met 53 punten werd hij elfde in de klasse. In 2019 debuteerde hij tevens in de ADAC GT Masters bij het team Precote Herberth Motorsport, waarin hij een Porsche 911 GT3 R deelde met Robert Renauer. Het duo won een race op Oschersleben en werd met 79 punten dertiende in het klassement. Ook reed hij in drie races van de European Le Mans Series bij het team Proton Competition, waar hij in de LMGTE-klasse de race op Silverstone wist te winnen.
In het seizoen 2019-20 bleef Preining actief in de LMGTE Am-klasse van het WEC, alhoewel hij nu bij Dempsey-Proton Racing aan zes van de acht races deelnam. Een zesde plaats op het Shanghai International Circuit was zijn beste resultaat en hij eindigde met 12,5 punten op plaats 25 in de klasse. In de 24 uur van Le Mans van dat jaar werd zijn auto, die hij deelde met Dominique Bastien en Adrien de Leener, niet geklasseerd omdat deze te weinig ronden had afgelegd. Verder kwam hij in 2020 uit in de GT World Challenge Europe Endurance Cup, waarin hij bij GPX Racing een Porsche 911 GT3 R deelde met Romain Dumas en Louis Delétraz, die tijdens een race werd vervangen door Dennis Olsen. Het trio kwam enkel tot scoren met een negende plaats in de seizoensopener op het Autodromo Enzo e Dino Ferrari en werd met 3 punten dertigste in de eindstand.
In 2021 keerde Preining terug naar de ADAC GT Masters, waarin hij bij het KÜS Team Bernhard een Porsche 911 GT3 R deelde met Christian Engelhart. Het duo behaalde twee podiumfinishes op de Sachsenring en de Nürburgring en werd met 74 punten dertiende in het eindklassement.
In 2022 debuteert Preining in de DTM, waarin hij voor het KÜS Team Bernhard opnieuw in een Porsche 911 GT3 R uitkomt.